# Nathalie Brizard
 (mars 2018).
Si vous disposez d'ouvrages ou d'articles de référence ou si vous connaissez des sites web de qualité traitant du thème abordé ici, merci de compléter l'article en donnant les références utiles à sa vérifiabilité et en les liant à la section « Notes et références ».
Nathalie Brizard est une femme politique française de Nouvelle-Calédonie, de tendance non-indépendantiste, née le 25 mai 1973 à Nouméa, métisse Kanak de la côte <<est, Elle est la fille d'une maman Kanak-Japonais-Américain et d'un père, fils de colons calédonien.

## Carrière professionnelle
Nathalie Brizard commence sa carrière dans le secteur privé, à la mutuelle de la Société Le Nickel (SLN). Puis elle est collaboratrice politique de 2001 à 2004 auprès d'Annie Beustes, présidente de la Commission intérieure de la Santé et de la Protection sociale au Congrès et conseillère provinciale du Sud sous les couleurs du Rassemblement pour la Calédonie dans la République (RPCR).
Elle est fonctionnaire à la Direction de l'Industrie, des Mines et de l'Énergie (DIMENC) du gouvernement de la Nouvelle-Calédonie de 2004 à 2009 au service "des Mines et Carrières" (SMC) et au Service "de la géologie de la Nouvelle-Calédonie (SGNC) .

## Militante syndicale
Syndiquée au Syndicat des ouvriers et employés de Nouvelle-Calédonie (SOENC) Mines, elle suit l'ancien dirigeant Sylvain Néa, et participe à la création de la Confédération syndicale des travailleurs de Nouvelle-Calédonie (CSTNC) en 2004. Puis en 2009 elle fonde, avec Wilfrid Maï et Max Foucher, le Syndicat des contracteurs miniers (ContraKmine), ce qui lui vaut familièrement l'intitulé de "la mère des rouleurs".
Elle est la porte-parole des grévistes de la DIMENC, et une des principales figures, avec Yann Devillers, du mouvement social qui secoue les directions du gouvernement de la Nouvelle-Calédonie, afin de demander une revalorisation des primes des agents, en octobre et novembre 2008.

## Carrière politique
Adhérente au RPCR à partir de 1997, elle reste une fidèle du dirigeant historique de ce parti, le député Jacques Lafleur : lorsque celui-ci est exclu de la présidence au profit de l'autre parlementaire Pierre Frogier en 2005 et qu'il décide l'année suivante de créer le Rassemblement pour la Calédonie (RPC), Nathalie Brizard le rejoint. Aux élections provinciales du 10 mai 2009,Jacques Lafleur la place à ses côtés, en deuxième position sur la liste, la liste RPC obtient 4 304 votes soit 7,11 % des suffrages exprimés et deux sièges tant à l'Assemblée de la Province Sud qu'au Congrès : Nathalie Brizard et Jacques Lafleur sont élus dans ces deux institutions.
À l'Assemblée de la Province Sud, elle est membre de 6 commissions internes dont rapporteur de la commission de l'Environnement, et au Congrès elle est élue au sein du bureau le 22 mai 2009 8e vice-présidence, puis 7e vice-présidente de 2010 à 2011 et enfin 6e vice-présidente du 19 août 2011 au 29 août 2012. Elle est également membre de la commission permanente du 22 mai 2009 au 29 août 2012, vice-présidente de la commission intérieure de l'Organisation des Transports et des Communications du 22 mai 2009 au 19 août 2011, ainsi que rapporteur de celle de la Législation et de la Règlementation générales du 13 juillet 2010 au 19 août 2011. À partir du 17 mai 2013, elle est rapporteur de la nouvelle commission intérieure des Infrastructures publiques, de l’Aménagement du territoire, du Développement durable, de l’Énergie, des Transports et de la Communication.
Elle se rapproche des élus du groupe Calédonie ensemble, et vote le 18 août 2010 en faveur du projet de loi du pays (adopté) portant sur les trois premiers signes identitaires de la Nouvelle-Calédonie (hymne, devise et proposition de graphie des billets de banque) alors que les élus du RPC avaient pour consigne de s'abstenir. Nathalie Brizard est alors exclue par lettre de Jacques Lafleur le 1er octobre 2010.
Étant non inscrite, elle siège aux côtés des membres de Calédonie ensemble sans adhérer à ce mouvement. Puis en avril 2011, elle fonde l'Union pour un destin calédonien (UDC), avec une autre élue non-indépendantiste dissidente : Corine David (démissionnaire de l'Avenir ensemble le 18 mars 2011), Nathalie Brizard est la Présidente du parti Union pour un destin calédonien (UDC). Le 16 août 2011 un intergroupe Calédonie ensemble-UDC est formé au Congrès. Pourtant, après avoir soutenu les candidats de Calédonie ensemble aux élections législatives des 10 et 17 juin 2012, elle décide par la suite de soutenir la candidature de Simon Loueckhote à la présidence du Congrès, contre Gérard Poadja de Calédonie ensemble qui est finalement élu au troisième tour de scrutin le 29 août 2012 grâce au désistement de Simon Loueckhote. Par la suite, elle quitte le groupe commun formé avec Calédonie ensemble et siège aux côtés des élus du Rassemblement-UMP.